# Jordi Bonet i Armengol
Jordi Bonet i Armengol (Barcelona, 12 de mayo de 1925-Barcelona, 20 de junio de 2022) fue un arquitecto catalán, hijo de la mecenas Maria Mercè Armengol i Tubau y del también arquitecto Lluís Bonet i Garí, uno de los discípulos de Antoni Gaudí y continuador del Templo Expiatorio de la Sagrada Familia. Era hermano del compositor Narcís Bonet y de Lluís Bonet, antiguo párroco de la Sagrada Familia.

## Biografía

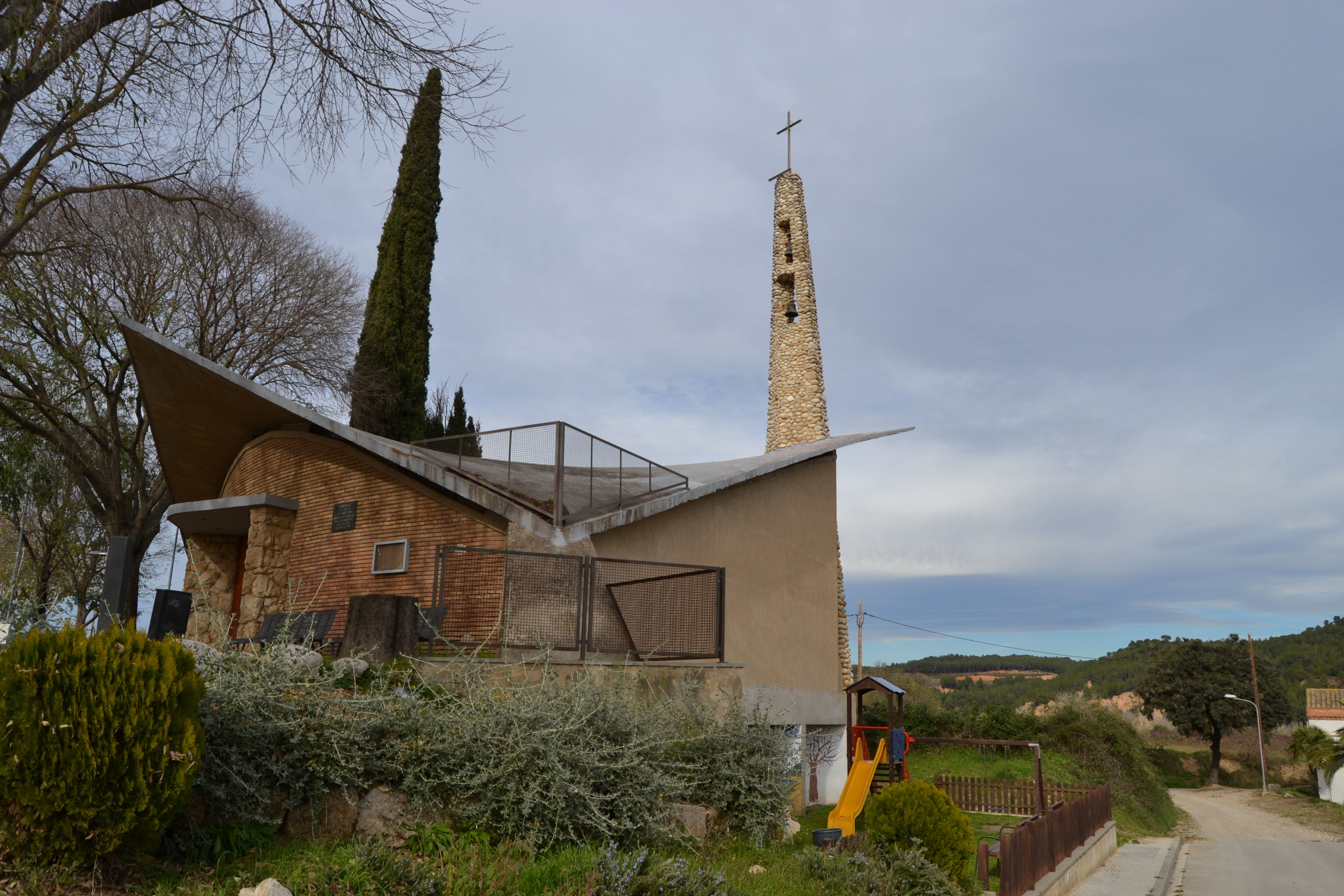
Iglesia de Santa Maria de la Fortesa en Piera

Titulado en 1946 como aparejador, posteriormente licenciado en arquitectura en 1949 por la Universidad de Barcelona, diplomado en Housing Construction en 1961 y doctorado en arquitectura por la Universidad Politécnica de Cataluña en 1965, recibió de su padre la influencia gaudiniana, lo que se denota en algunas de sus obras, como las iglesias de Viñolas de Oris (Osona, 1955), de San Emeterio (Barcelona, 1960) y de Santa María de la Fortesa (Noya, 1962). Entre decenas de obras, realizó el edificio Aiscondel y la escuela San Gregorio, en Barcelona, y el Auditorio Pau Casals, en Vendrell (1981). Desde 1987 hasta 2012 fue el director de las obras del Templo Expiatorio de la Sagrada Familia, la ópera magna inconclusa de Gaudí. En 2012 fue sustituido por Jordi Faulí i Oller, pasando a ser Arquitecto Emérito y Asesor del Patronato.
Estuvo muy vinculado al escultismo y fue el primer presidente del Movimiento Scout Católico de España. Colaboró con Antoni Batlle en la Delegación Diocesana de Escultismo de Barcelona y fue secretario general de la Conferencia Católica de Escultismo internacional desde 1977 hasta 1981. Ese mismo año fue nombrado comendador de la Orden de San Gregorio Magno y, en 1985, consultor del Pontificio Consejo para los laicos.
Fue también muy vinculado a las organizaciones culturales y de la sociedad civil, miembro de la junta de Omnium Cultural durante más de 20 años, ocupando el cargo de vicepresidente, así como de la junta del Centro Excursionista de Cataluña, patrón de la Fundación Gala Salvador Dalí, del Orfeón Catalán, de la Fundación Pau Casals, de la Fundación Lluís Domènech i Montaner, de la Sociedad Catalana de Estudios Históricos, de la Sociedad Catalana de Ordenación del Territorio, entre otros.
Fue el primer director general de Patrimonio Artístico de la Generalidad de Cataluña entre 1981 y 1984. En 1998 fue nombrado presidente de la Real Academia Catalana de Bellas Artes de San Jorge. Ha recibido los premios Ciutat de Barcelona por la restauración del edificio de la Fundació Enciclopèdia Catalana, el Domènech i Montaner del Instituto de Estudios Catalanes por su libro El último Gaudí (1999), la Cruz de Sant Jordi de la Generalidad de Cataluña, la Medalla de Honor y el Premio Ciudad de Barcelona, así como el Premio al trabajo President Macià. Fue presidente del Patronato de los Monasterios de Sant Cugat del Vallès, Sant Pere de Rodes y Santa Maria de Vilabertran, del Museo del Valle de Arán, del Museo de Solsona y del Museo Prat de la Riba. Es también el autor de múltiples artículos en prensa, capítulos de libros especializados, de La Arquitectura al servicio de la Música (1986) y Templo de la Sagrada Familia (1992), entre otras obras. En América Latina dirigió proyectos de rehabilitación y construcción, entre ellos en la capilla de las Marías (Corrientes, Argentina) y la iglesia de la compañía de Jesús en Cochabamba (Bolivia).
El 19 de marzo de 2019 fue nombrado académico ad honorem de la Academia Pontificia del Panteón en una ceremonia en el Panteón de Roma.
Murió por causas naturales el 20 de junio de 2022 en su ciudad natal, Barcelona, a los 97 años de edad.

## Obra arquitectónica
- Viviendas: Cooperativa Vivendes Sagrat Cor de Jesús; Caixa Postal (Barcelona); La Cantonada (Barcelona); Cooperativa de Vivendes Agrupació de Joventut; Benéfico Constructora Sant Medir (Barcelona); diversas casas unifamiliares en la Cerdaña, Maresme, Costa Brava y Mallorca.[8]
- Oficinas: Aiscondel (Barcelona); Crèdit Andorrà (Andorra); Consejería de Economía de la Generalidad de Cataluña
- Industrias: Perfumería Puig (Barcelona); Perfumería Dana (Granollers); central hidroeléctrica de Xallas (Galicia); Indústrias Metálicas Castelló
- Escuelas: Regina Carmeli y Sant Gregori (Barcelona); Joan XXIII (Hostalets de Balenyà); Pompeu Fabra (Vilanova del Camí).
- Hoteles y residencias: Hotel Moixeró (Cerdaña); Casal Bellesguard; Monestir de Sant Maties; Residència del Mil·lenari (Barcelona).
- Iglesias: Sant Medir (Barcelona); Virgen de Montserrat (Badalona); Santa María de la Fortesa (Piera, Noya); Las Escaldas (Andorra); Monasterio de Sant Benet de Montserrat.
- Auditorios: Auditorio Pau Casals (Vendrell); Orfeó Gracienc (Barcelona); Teatro Auditorio Felip Pedrell de Tortosa.
- Urbanismo: Diversos planes parciales y el Plan General de Ordenación de La Molina[8] y el de Alp.
- Restauraciones: Palacio de la Música Catalana, la capilla del Palacio Episcopal de Barcelona, el castillo de Porqueras, la Casa Cambó de Verges, la Casa del Prior de Pedralbes de Barcelona, así como las iglesias del valle de Ribas de Freser.

## Obras publicadas
- L'arquitectura al servei de la música (1986)
- Temple de la Sagrada Família (1992)
- L'architettura consacrata di Antonio Gaudí. La Sagrada Familia de Barcelona, Chiesa (Milán) (1995)
- Il fratello di Gaudí, Chiesa (1997)
- L'últim Gaudí: el modulat geomètric del Temple de la Sagrada Família (2000)
- L'aportació cultural i científica de l'Institut d'Estudis Catalans, 1907-1997 (2001)
- Les Escoles de la Sagrada Família (2003)
- Arquitectura i símbol a la Sagrada Família (2013)

## Premios y distinciones
- 1.er Premio del concurso de restauración de la Capilla de Sant Jordi del Palacio de la Generalitat, 1952.
- Comendador de la orden de San Gregorio Magno, otorgada por la Santa Sede, 1981
- Premio Ciudad de Barcelona, 1989, por la restauración de la Casa Garriga Nogués efectuada en 1987[9]
- Cruz de Sant Jordi, 1990
- Premio Lluís Domènech i Montaner de Teoría y Crítica de Arquitectura, del Institut d'Estudis Catalans, 1999[9]
- Miembro del Pontificium Consilium pro Laicis de la Santa Sede.
- Cruz de la Orden de Alfonso X el Sabio, otorgada por el Ministerio de Educación y Ciencia, 2006[10]
- Premio Ciudad de Barcelona, 2011.[11]
- Medalla de Honor de Barcelona, 2013.[12]
- Premio Miquel Coll i Alentorn, 2015.[13]
- Premio al trabajo President Macià, 2014.
- Miembro ad honorem de la Academia Pontifícia del Panteón, 2019.